# Camellia gaudichaudii
Camellia gaudichaudii är en tvåhjärtbladig växtart som först beskrevs av François Gagnepain, och fick sitt nu gällande namn av Seal. Camellia gaudichaudii ingår i släktet Camellia och familjen Theaceae. Inga underarter finns listade i Catalogue of Life.